# Elisabeth Norredahl
Elisabeth Norredahl (nacida Elisabeth Hansson, 2 de octubre de 1967) es una deportista sueca que compitió en curling.
Ganó una medalla de plata en el Campeonato Mundial de Curling Mixto Doble de 2013 y una medalla de bronce en el Campeonato Europeo de Curling Femenino de 1995.

## Palmarés internacional
| Campeonato Mundial Mixto Doble | Campeonato Mundial Mixto Doble | Campeonato Mundial Mixto Doble | Campeonato Mundial Mixto Doble |
| Año                            | Lugar                          | Medalla                        | Prueba                         |
| ------------------------------ | ------------------------------ | ------------------------------ | ------------------------------ |
| 2013                           | Fredericton (Canadá)           | Medalla de plata               | Mixto doble                    |
| Campeonato Europeo             |                                |                                |                                |
| Año                            | Lugar                          | Medalla                        | Prueba                         |
| 1995                           | Grindelwald (Suiza)            | Medalla de bronce              | Equipo                         |